# Misa (rivière, Lettonie)
Pour les articles homonymes, voir Misa.
La Misa est une rivière de la région de Zemgale en Lettonie. C'est un affluent droit de l'Iecava qu'elle rejoint près d'Ozolnieki. Longue de 108 km elle fait partie du bassin de la Lielupe.
Elle est traversée par les routes A7, A8, P87, P88, P89, P92 et par la ligne du chemin de fer Jelgava-Krustpils.

## Affluents

### Rive gauche
- Milupīte (11 km),
- Skujupīte
- Medaine

### Rive droite
- Vārnupe (17 km),
- Taļķe (34 km),
- Zvirgzde (30 km),
- Mīlupīte (8 km),
- Olaine (13 km),
- Cena (15 km),
- Canal Daugava-Misa (12 km),